# Robert N. Proctor
Robert Neel Proctor (né en 1954) est un historien des sciences américain, professeur d'histoire des sciences à l'université Stanford. Alors qu'il est professeur à l'université d'État de Pennsylvanie en 1999, il est le premier historien à témoigner contre l'industrie du tabac.

## Carrière
À l'université d'État de Pennsylvanie, lui et sa femme, Londa Schiebinger, codirigèrent le Programme de Science, Médecine et Technologie dans la Culture pendant neuf ans. Le couple se rencontra à l'université Harvard, où ils obtinrent leur master et leur doctorat respectivement en 1977 et 1984.
Le linguiste Lain Boal créa pour lui en 1992 le terme « agnotologie » pour décrire l'étude de l'ignorance ou du doute induite par la culture, en particulier via la publication de données scientifiques inexactes ou trompeuses,.